# Carl-Franz Hutterer

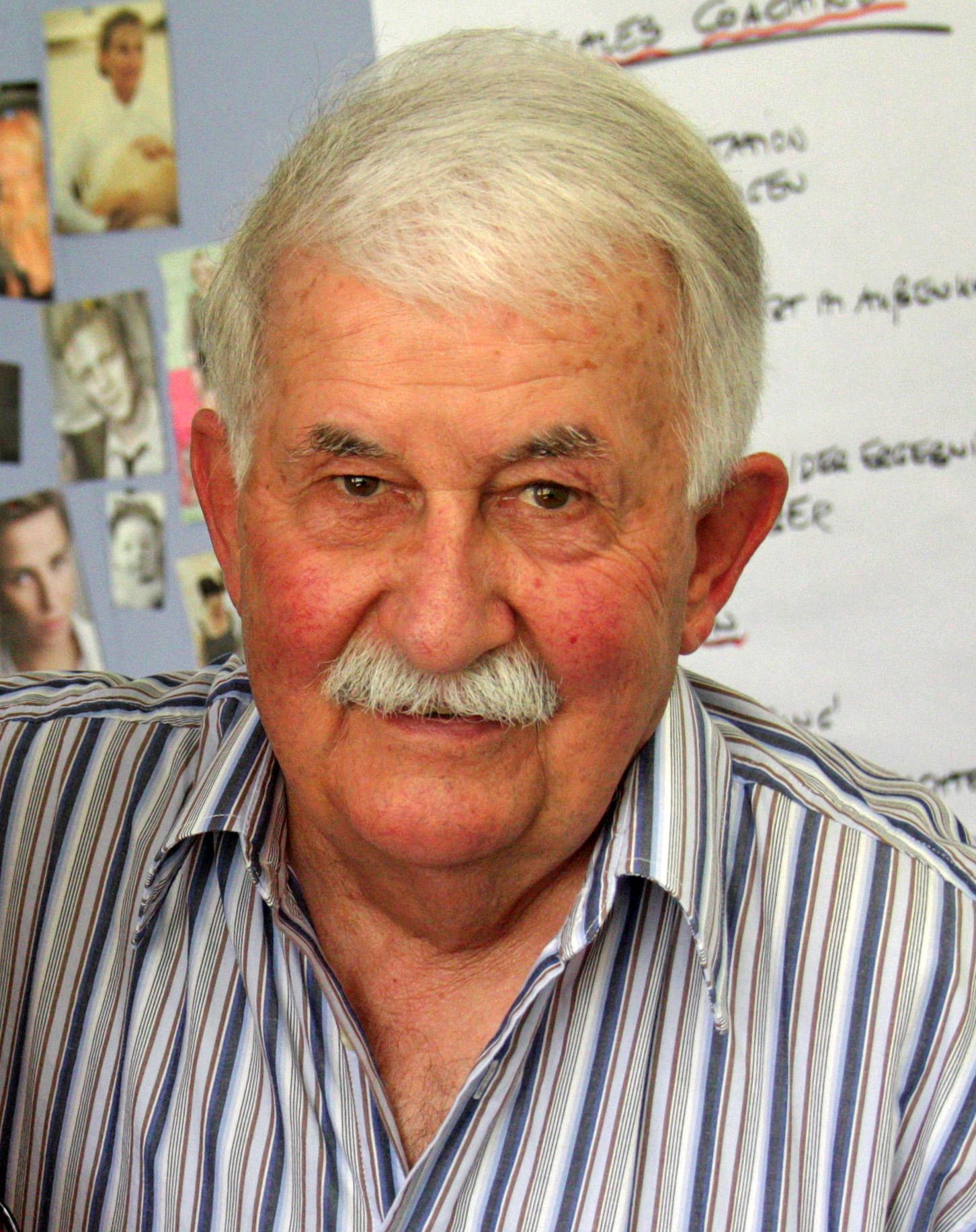
Carl-Franz Hutterer (circa 2007)

Carl-Franz Hutterer (* 27. Januar 1939) ist ein deutscher Kameramann.

## Leben
Hutterer absolvierte eine Ausbildung zum Fotografen bei Otto Steinert und arbeitete im Anschluss für eine Presseagentur in Paris. Anfang der 1960er-Jahre wurde er Kameramann für das ZDF.
Erste internationale Erfolge erlangte Hutterer 1970 mit der Adolf-Grimme-Preis-prämierten Dokumentation Nur leichte Kämpfe im Raum Da Nang und dem Dokumentarfilm 20 Meilen vor Saigon, beide von Regisseur Hans-Dieter Grabe. Auch mit dem österreichischen Filmemacher Georg Stefan Troller arbeitete er häufig zusammen. 1982 und 1986 wurde Hutterer mit dem Deutschen Kamerapreis ausgezeichnet. Ab Mitte der 1980er-Jahre kollaborierte er in zahlreichen Produktionen mit Hartmut Schoen, darunter auch die ausgezeichneten Werke Phantom-Fieber (Grimme-Preis mit Gold) und Kälte, Mord und Perestrojka (Bayerischer Fernsehpreis).
2008 wurde Hutterer beim Deutschen Kamerapreis mit dem Ehrenpreis für sein Lebenswerk ausgezeichnet. 2012 erhielt er einen Stern auf dem Berliner Boulevard der Stars.

## Filmografie (Auswahl)
- 1970: Nur leichte Kämpfe im Raum Da Nang
- 1970: 20 Meilen vor Saigon
- 1979: Das Wunder von Lengede
- 1979: Curd Jürgens: Bonn, wie ich es sehe
- 1981: Personenbeschreibung: Begegnung im Knast

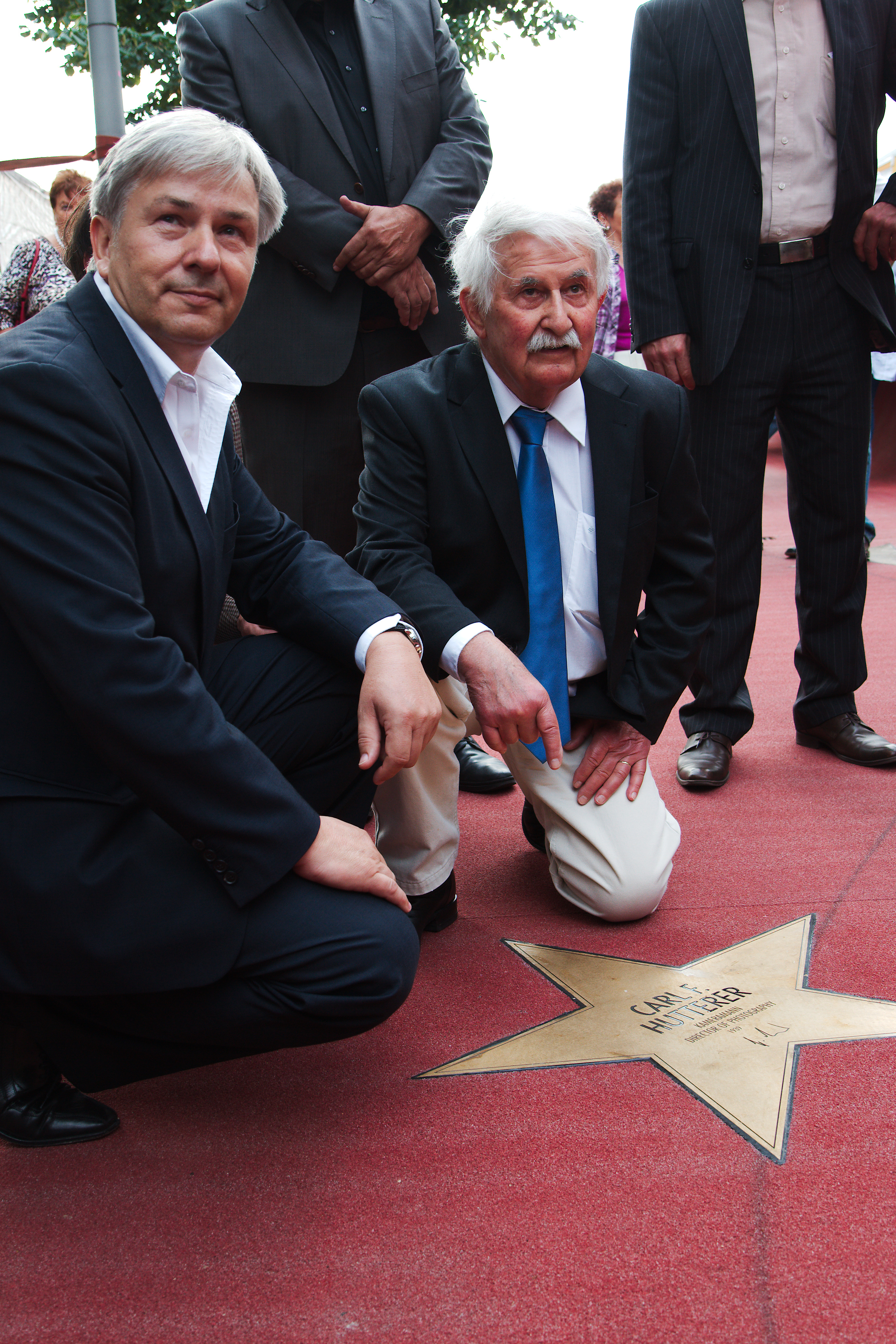
Hutterer bei der Einweihung seines Sternes auf dem Boulevard der Stars in Berlin mit Bürgermeister Wowereit (2012)

- 1986: Stan Rivkin, der letzte Kopfgeldjäger
- 1987: Phantom-Fieber
- 1987: Studs Terkel – Ein Fußgänger in Chicago
- 1989: Das Hobo-Abenteuer. Auf Güterzügen durch die USA
- 1990: Kälte, Mord und Perestrojka. 24 Stunden Leningrad
- 1991: Letzte Chance für Haiti
- 1992: Die geheime Sammlung des Salvador Dalí
- 1998: Do Sanh – Der letzte Film

## Auszeichnungen
- Adolf-Grimme-Preis mit Silber 1971 für Nur leichte Kämpfe im Raum Da Nang
- Adolf-Grimme-Preis mit Silber 1973 für Personenbeschreibung: Seán Mac Stíofáin - Tödliche Träume in Irland
- Deutscher Kamerapreis 1982 für Personenbeschreibung: Begegnung im Knast
- Deutscher Kamerapreis 1986 für Stan Rivkin, der letzte Kopfgeldjäger
- Adolf-Grimme-Preis mit Gold 1988 für Phantom - Fieber (zusammen mit Hartmut Schoen und Dieter Zimmer)
- Adolf-Grimme-Preis mit Silber 1991 für Trilogie der vergangenen Träume (zusammen mit Hartmut Schoen)
- Deutscher Kamerapreis 2008: Ehrenpreis für das Lebenswerk
- Stern auf dem Boulevard der Stars in Berlin 2012